# Киріївка
Кирі́ївка — село в Україні, у Сосницькій селищній громаді Корюківського району Чернігівської області. Населення становить 558 осіб. До 2017 орган місцевого самоврядування — Киріївська сільська рада.

## Історія
Поблизу села виявлені поселення епохи неоліту і бронзи (6-4 і 2 тисячоліття до нашої ери), два поселення і могильник I століття нашої ери, поселення і курган періоду Русі (XI — XII століття).В урочищі Маслов Борок сліди давнього поселення зі знахідками кам'яних наконечників для стріл («громові стріли»). Поселення раньосіверське і городок княжого часу при р. Убідь.
Осаджене село в польські часи за шляхтича Пясочинського.
Млин на Убеді, сільська церква відомі з присяжних книг 1654 р. Овсій Мороз у 1657 р. заповів на місцеву церкву власний прибутковий млин. Кириївські млини згадуються в 1663 р. За переписом 1666 р.-36 податкових дворів. У 1770 р.- 577 прихожан місцевої церкви. У 1781р у селі налічувалося 95 хат. 1810 р.-190 ревізьких душ. У 1866 році в селі — 146 дворів, 670 жителів. 1885 р.-758 жителів у 130 дворах, постоялка. У 1897 — 159 дворів, 1057 жителів. 1973 р.- 286 дворів і 903 жителі. У 2014 р. у селі проживало 424 жителі.
В першій половині XVII століття збудовано дерев'яну Спасо Преображенську церкву. Нинішня церква збудована 1904 року в класичному стилі монументальної архітектури, характерної для початку ХХ століття. Зруб виконаний з дубових та соснових колод. Храм однокупольний з триярусною дзвіницею

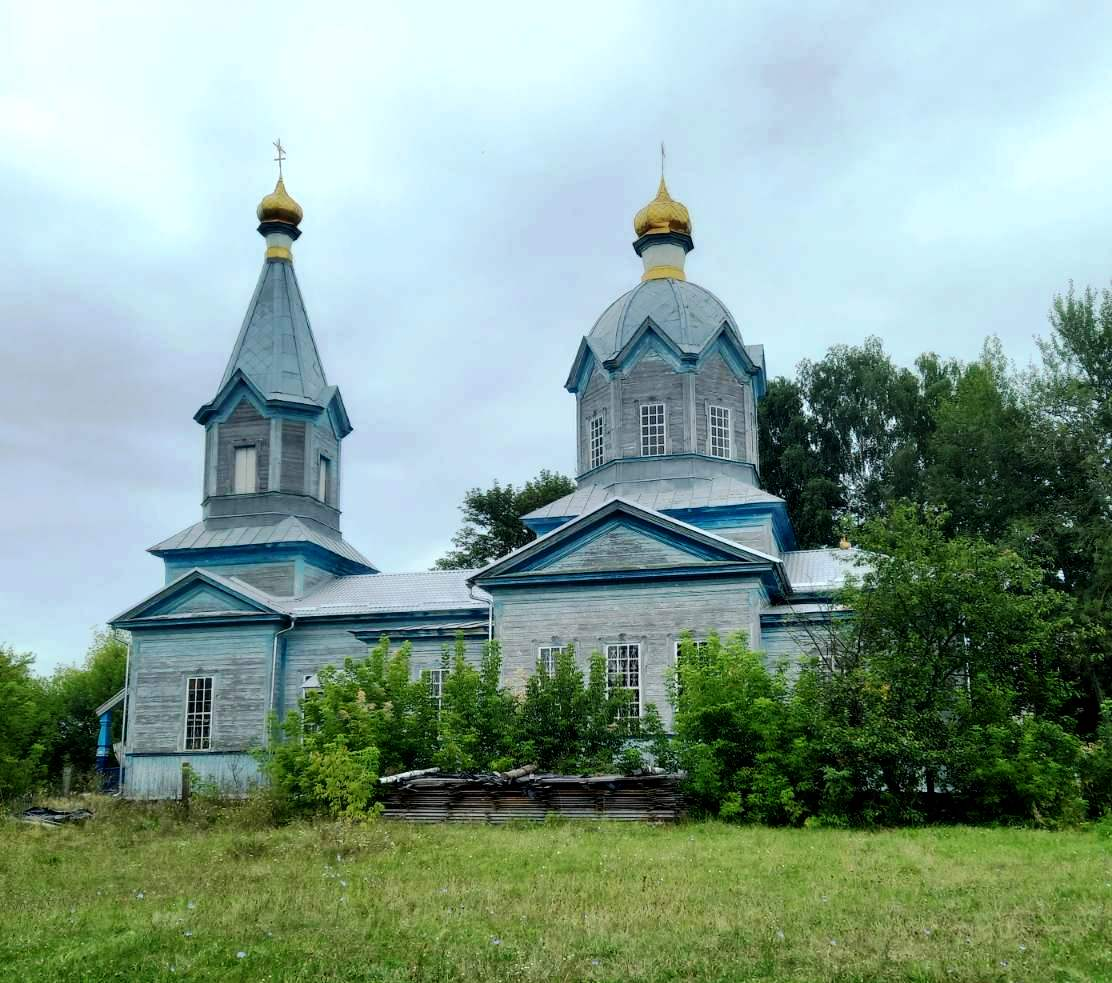
Свято-Преображенський храм у селі Киріївка

У 1898 році у Киріївці створено двокласну церковно-приходську школу[джерело?]. У 1928 році школу реорганізовано у чотирикласну, 1947 — семирічну (у школі навчалося 167 учнів і працювали 11 учителів), а у 1956 році — у восьмирічну[джерело?].

## Населення

### Мова
Розподіл населення за рідною мовою за даними перепису 2001 року:
| Мова       | Кількість | Відсоток |
| ---------- | --------- | -------- |
| українська | 554       | 99.28%   |
| російська  | 4         | 0.72%    |
| Усього     | 558       | 100%     |

## Сучасність
У 2021 році перед жителями села Киріївка постала проблема закриття Киріївської середньої школи. Понад 30 дітей планується возити автобусом за 7 кілометрів до школи у сусідньому селі Кудрівка, у якій на кінець 2020-21 навчального року навчалося вдвічі менше дітей.
За оптимізацію мережі закладів загальної середньої освіти, яка передбачає ліквідацію Киріївської та інших шкіл району, проголосували 22 депутати Сосницької селищної ради: Завадько С. М., Карета Ю. І., Пилипенко В. О., Рудя О. О., Чабак В. А., Швед М. Д., Богданьок О. М., Васюк Н. О., Васюк М. Б., Гордієнко О. М., Коваленко О. М., Кузьменко Н. А., Куниця А. Д., Сердюк А. Ю., Макуха В. В., Масіч Н. В., Пантелієнко Н. Ф., Пастушенко С. М., Саприкіна Л. В., Ткач А. Л., Ященко А. І., Смаглюк Г. А. і голова Сосницької селищної ради Портний А. Д..

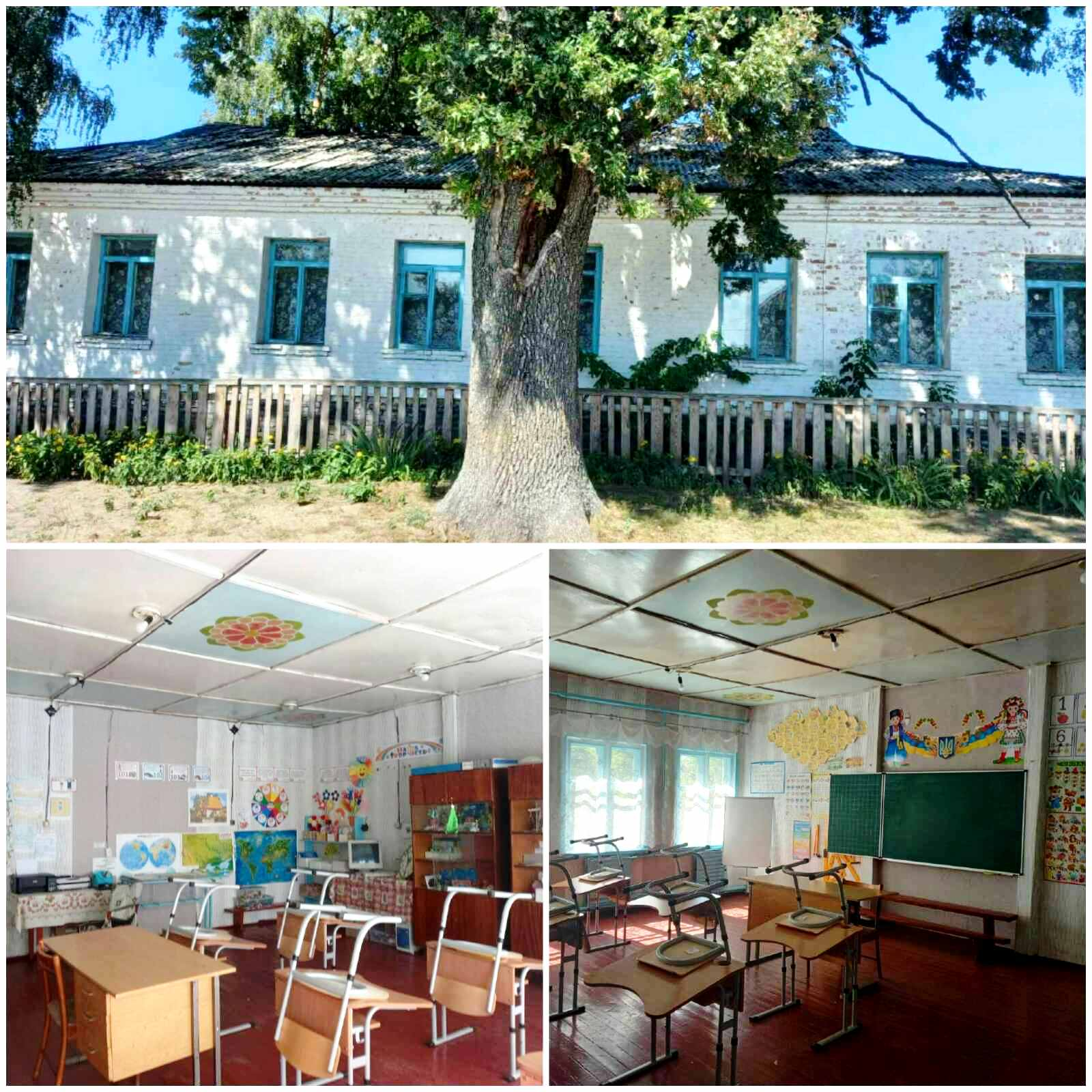
Киріївська школа

12 червня 2020 року, відповідно до розпорядження Кабінету Міністрів України № 730-р «Про визначення адміністративних центрів та затвердження територій територіальних громад Чернігівської області», увійшло до складу Сосницької селищної громади.
19 липня 2020 року, в результаті адміністративно-територіальної реформи та ліквідації Сосницького району, увійшло до складу Корюківського району Чернігівської області.
Жителі села протестують проти закриття школи і неодноразово зверталися до місцевих органів державної влади. Звертається увага, що керівництво району, замість обговорення із жителями села Киріївка закриття школи, лише поставило жителів перед фактом — школи у селі більше не буде.

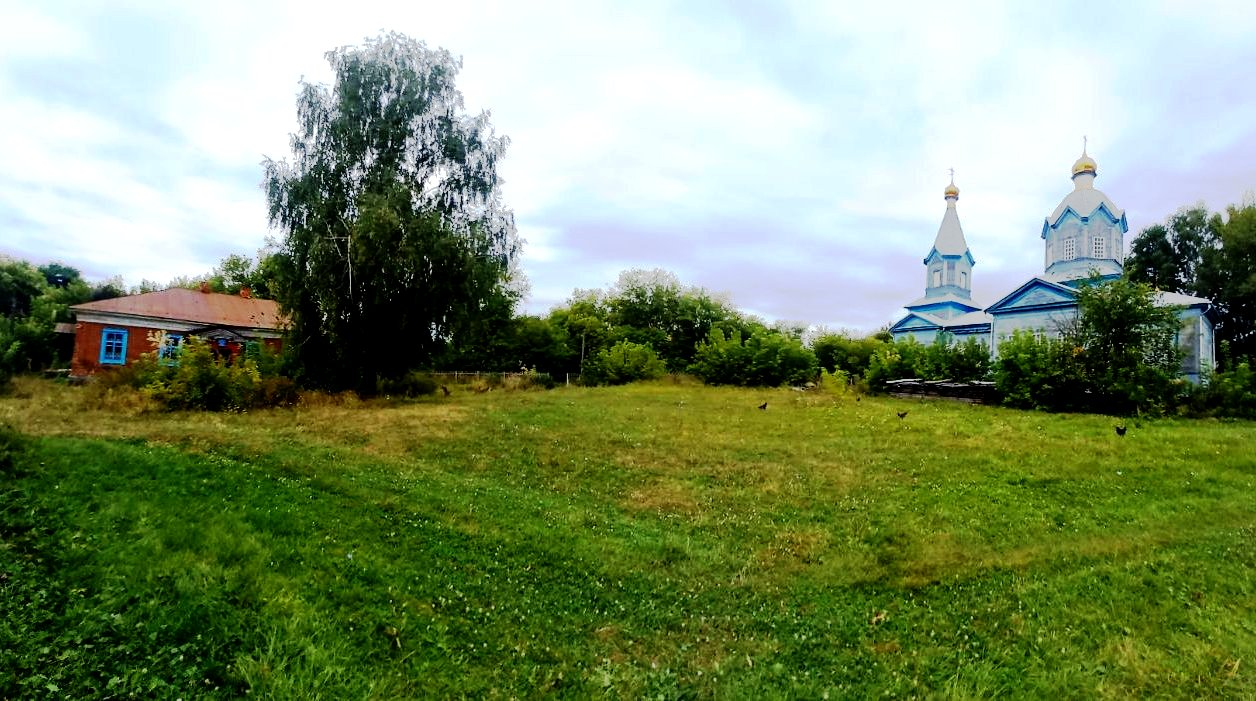
Приміщення Киріївської школи і Преображенський храм

Станом на серпень 2021 року громада села Киріївка підготувала офіційні звернення Голові Сосницької селищної ради Портному А. Д. і депутатам Сосницької селищної ради стосовно проблеми ліквідації школи.
Позов до Сосницької селищної ради стосовно ліквідації Киріївської загальноосвітньої школи I-II ступенів був розглянутий Господарським судом Чернігівської області. 31 січня 2022 року Суд повністю задовільнив позивні вимоги та визнав недійсним рішення Сосницької селищної ради про ліквідацію Школи.

## Відомі люди
- Соловій Віктор Сильвестрович — громадсько-політичний і церковний діяч, архієпископ УАПЦ в Австралії